# Parijs-Tours 2023
De 117e editie van de wielerwedstrijd Parijs-Tours werd gehouden op 8 oktober 2023. De wedstrijd startte in Chartres en eindigde in Tours. De wedstrijd maakte deel uit van de UCI ProSeries, in de categorie 1.Pro. Titelverdediger Arnaud Démare werd opgevolgd door de Amerikaan Riley Sheehan, stagiair bij Israel-Premier Techm die de spurt won van vijf renners die net uit de greep van het peloton bleef.
De beste Belg was Tom Van Asbroeck op de zevende plaats, terwijl Mike Teunissen de eerste Nederlander was. Voor Greg Van Avermaet was het de laatste wedstrijd in zijn carrière. Hij eindigde op plek 58, op twee minuten en 46 seconden van de winnaar.

## Uitslag
| Plaats  | Naam                       | Ploeg                       | Tijd     |
| ------- | -------------------------- | --------------------------- | -------- |
| Winnaar | Riley Sheehan              | Israel-Premier Tech         | 4u39'05" |
| 2       | Lewis Askey                | Groupama-FDJ                | z.t.     |
| 3       | Tobias Halland Johannessen | Uno-X Pro Cycling Team      | z.t.     |
| 4       | Joris Delbove              | Saint Michel-Mavic-Auber 93 | z.t.     |
| 5       | Olivier Le Gac             | Groupama-FDJ                | + 7"     |
| 6       | Christophe Laporte         | Team Jumbo-Visma            | + 9"     |
| 7       | Tom Van Asbroeck           | Israel-Premier Tech         | + 9"     |
| 8       | Arnaud Démare              | Arkéa-Samsic                | + 9"     |
| 9       | Edward Theuns              | Lidl-Trek                   | + 9"     |
| 10      | Paul Penhoët               | Groupama-FDJ                | + 9"     |
|         |                            |                             |          |
| 28      | Mike Teunissen             | Intermarché-Circus-Wanty    | z.t.     |

1896 · 
1897-1900 · 
1901 · 
1902-1905 · 
1906 · 
1907 · 
1908 · 
1909 · 
1910 · 
1911 · 
1912 · 
1913 · 
1914 · 
1915-1916 · 
1917 · 
1918 · 
1919 · 
1920 · 
1921 · 
1922 · 
1923 · 
1924 · 
1925 · 
1926 · 
1927 · 
1928 · 
1929 · 
1930 · 
1931 · 
1932 · 
1933 · 
1934 · 
1935 · 
1936 · 
1937 · 
1938 · 
1939 · 
1940 · 
1941 · 
1942 · 
1943 · 
1944 · 
1945 · 
1946 · 
1947 · 
1948 · 
1949 · 
1950 · 
1951 · 
1952 · 
1953 · 
1954 · 
1955 · 
1956 · 
1957 · 
1958 · 
1959 · 
1960 · 
1961 · 
1962 · 
1963 · 
1964 · 
1965 · 
1966 · 
1967 · 
1968 · 
1969 · 
1970 · 
1971 · 
1972 · 
1973 · 
1974 · 
1975 · 
1976 · 
1977 · 
1978 · 
1979 · 
1980 · 
1981 · 
1982 · 
1983 · 
1984 · 
1985 · 
1986 · 
1987 · 
1988 · 
1989 · 
1990 · 
1991 · 
1992 · 
1993 · 
1994 · 
1995 · 
1996 · 
1997 · 
1998 · 
1999 · 
2000 · 
2001 · 
2002 · 
2003 · 
2004 · 
2005 · 
2006 · 
2007 · 
2008 · 
2009 · 
2010 · 
2011 · 
2012 · 
2013 · 
2014 · 
2015 · 
2016 · 
2017 · 
2018 · 
2019 ·
2020 ·
2021 ·
2022 ·
2023 ·
2024 ·
Ronde van San Juan ·
Ronde van Valencia ·
Clásica de Almería ·
Ronde van Oman ·
Ronde van de Algarve ·
Ruta del Sol ·
Faun Ardèche Classic ·
La Drôme Classic ·
Kuurne-Brussel-Kuurne ·
Trofeo Laigueglia ·
Milaan-Turijn ·
Nokere Koerse ·
GP Denain ·
Bredene Koksijde Classic ·
GP Industria & Artigianato-Larciano ·
Grote Prijs Miguel Indurain ·
Scheldeprijs ·
Brabantse Pijl ·
Ronde van de Alpen ·
Grote Prijs van Plumelec ·
Tro Bro Léon ·
Ronde van Hongarije ·
Vierdaagse van Duinkerke ·
Boucles de la Mayenne ·
Ronde van Noorwegen ·
Brussels Cycling Classic ·
Dwars door het Hageland ·
Ster ZLM Tour ·
Ronde van België ·
Ronde van Slovenië ·
Ronde van het Qinghaimeer ·
Ronde van Wallonië ·
Ronde van Burgos ·
Ronde van Denemarken ·
Arctic Race of Norway ·
Ronde van Duitsland ·
Maryland Cycling Classic ·
Ronde van Groot-Brittannië ·
Grote Prijs van Fourmies ·
Grote Prijs van Wallonië ·
Coppa Sabatini ·
Super 8 Classic ·
Ronde van het Taihu-meer ·
Ronde van Luxemburg ·
Circuit Franco-Belge ·
Ronde van Langkawi ·
Ronde van Emilia ·
Coppa Bernocchi ·
Ronde van de Drie Valleien ·
Ronde van het Münsterland ·
Ronde van Piemonte ·
Ronde van Hainan ·
Parijs-Tours ·
Ronde van Veneto ·
Japan Cup ·
Veneto Classic